# Sandra Azón
Sandra Azón Canalda (Barcellona, 12 novembre 1973) è una velista spagnola.

## Palmarès
- Giochi olimpici

Atene 2004: argento nella Classe 470.